# Lía Borrero
Lía Victoria Borrero González là người giữ danh hiệu Hoa hậu Quốc tế vào năm 1998.

## Các cuộc thi sắc đẹp
Lía lần đầu trở thành một nữ hoàng sắc đẹp vào năm 1996 trong lễ hội carnival được tổ chức tại quê hương cô Las Tablas, Panama. Trước đó gì của cô - Lía Victoria Borrero de Jurado cũng đã giành được danh hiệu này.
Sau đó ít lâu, Lía tham dự cuộc thi hoa hậu cấp quốc gia và đánh bại 14 thí sinh khác để bước lên bục cao nhất, giành lấy cơ hội đại diện Panama tại Hoa hậu Hoàn vũ 1997 được tổ chức ở Miami, Florida, Hoa Kỳ.
Trong cuộc thi nói trên, Lía lọt vào top 6 người đẹp nhất và người chiến thắng chung cuộc là Hoa hậu Hoa Kỳ - Brook Lee.
Cuối năm 1998, cô được mời đến Nhật Bản tham dự cuộc thi Hoa hậu Quốc tế. Ngày 26 tháng 9 năm 1998, Lía đăng quang ở cuộc thi kể trên vượt qua nhiều đối thủ nặng ký đến từ Colombia hay Venezuela và là người Panama đầu tiên có vinh dự này.
Trong nhiệm kỳ của mình, cô cộng tác với hiệp hội văn hóa quốc tế (ICA), giúp đỡ quỹ một tình yêu (One Love fund), nơi trao tặng phẩm cho những nạn nhân của các hiểm họa tự nhiên thông qua các hoạt động thiện chí, nhân đạo.